# I Want to See the Bright Lights Tonight
| Recensione              | Giudizio         |
| ----------------------- | ---------------- |
| AllMusic                | [ 1 ]            |
| Sputnikmusic            | 4.1 (Excellent)  |
| Piero Scaruffi          | [ 3 ]            |
| Ondarock                | (Pietra miliare) |
| Dizionario del Pop-Rock | [ 5 ]            |
| 24.000 dischi           | [ 6 ]            |

I Want to See the Bright Lights Tonight è il secondo album discografico di Richard Thompson (ed il primo a nome Richard and Linda Thompson), pubblicato dalla casa discografica Island Records nell'aprile del 1974.
Nel 2012 l'album fu inserito, dalla rivista musicale Rolling Stone, nella lista dei 500 migliori album di tutti i tempi.

## Tracce
Lato A
Testi e musiche di Richard Thompson.
1. When I Get to the Border – 3:23
2. The Calvary Cross – 3:50
3. Withered and Died – 3:24
4. I Want to See the Bright Lights Tonight – 3:06
5. Down Where the Drunkards Roll – 4:04

Lato B
Testi e musiche di Richard Thompson.
1. We Sing Hallelujah – 2:49
2. Has He Got a Friend for Me – 3:30
3. The Little Beggar Girl – 3:24
4. The End of the Rainbow – 3:54
5. The Great Valerio – 5:21

Edizione CD del 2004, pubblicato dalla Island Records (981 799-7)
Testi e musiche di Richard Thompson, eccetto dove indicato.
1. When I Get to the Border – 3:26
2. The Calvary Cross – 3:51
3. Withered and Died – 3:24
4. I Want to See the Bright Lights Tonight – 3:07
5. Down Where the Drunkards Roll – 4:05
6. We Sing Hallelujah – 2:49
7. Has He Got a Friend for Me – 3:32
8. The Little Beggar Girl – 3:24
9. The End of the Rainbow – 3:55
10. The Great Valerio – 5:22
11. I Want to See the Bright Lights Tonight – 3:16 – Bonus Track - Live al The Roundhouse, Londra il 7 settembre 1975
12. Together Again – 2:51 (Buck Owens) – Bonus Track - Live al The Roundhouse, Londra il 7 settembre 1975
13. The Calvary Cross – 9:56 – Bonus Track - Live al The Roundhouse, Londra il 7 settembre 1975

## Musicisti
- Richard Thompson - voce, strumenti vari (non accreditato ruolo)
- Linda Thompson - voce (non accreditata ruolo)
- Simon Nicol - dulcimer
- John Kirkpatrick - anglo concertina, accordion
- Brian Gulland - cromorno
- Richard Harvey - cromorno
- Pat Donaldson - basso
- Timi Donald - batteria
- Royston Wood - accompagnamento vocale, coro
- Trevor Lucas - accompagnamento vocale, coro
- CWS (Manchester) Silver Band - orchestra

I Want to See the Bright Lights Tonight (Live) / Together Again (Live) / The Calvary Cross (Live)
- Richard Thompson - voce, strumenti vari (non accreditato ruolo)
- Linda Thompson - voce (non accreditata ruolo)
- John Kirkpatrick - accordion (button accordion)
- Pat Donaldson - basso
- Dave Mattacks - batteria

Note aggiuntive
- Richard Thompson e John Wood - produttori
- Registrazioni effettuate al Sound Techniques Studio di Londra (Inghilterra)
- John Wood - ingegnere delle registrazioni